# Zvonimir Boban
Zvonimir Boban (* 8. října 1968, Imotski) je fotbalový funkcionář a bývalý jugoslávský a chorvatský fotbalista. Hrál za Jugoslávii i v Chorvatské reprezentaci.  S Chorvatskou reprezentaci získal bronzovou medaili na MS 1998. Dvakrát se stal nejlepším fotbalistou Chorvatska.
V klubové kariéře získal celkem 9 trofejí a to v dresu italského klubu AC Milán. Získal čtyři tituly, tři domácí superpoháry a jedno vítězství v LM i v evropském superpoháru.

## Přestupy
- z NK Dinamo Záhřeb do AC Milán za 1 500 000 Euro
- z AC Milán do AS Bari za 200 000 Euro (hostování)
- z AC Milán do Celta de Vigo zadarmo

## Hráčská statistika
| Sezóna  | Klub             | Liga             | Liga   | Liga | Ligové poháry | Ligové poháry | Ligové poháry | Kontinentální poháry | Kontinentální poháry | Kontinentální poháry | Celkem | Celkem |
| Sezóna  | Klub             | Soutěž           | Zápasy | Góly | Soutěž        | Zápasy        | Góly          | Soutěž               | Zápasy               | Góly                 | Zápasy | Góly   |
| ------- | ---------------- | ---------------- | ------ | ---- | ------------- | ------------- | ------------- | -------------------- | -------------------- | -------------------- | ------ | ------ |
| 1985/86 | NK Dinamo Záhřeb | Prva liga        | 2      | 0    | JP            | 0             | 0             | -                    | 0                    | 0                    | 1      | 0      |
| 1986/87 | NK Dinamo Záhřeb | Prva liga        | 28     | 8    | JP            | 0             | 0             | -                    | 0                    | 0                    | 28     | 2      |
| 1987/88 | NK Dinamo Záhřeb | Prva liga        | 30     | 13   | JP            | 1             | 1             | -                    | 0                    | 0                    | 31     | 14     |
| 1988/89 | NK Dinamo Záhřeb | Prva liga        | 0      | 0    | JP            | 0             | 0             | -                    | 0                    | 0                    | 0      | 0      |
| 1989/90 | NK Dinamo Záhřeb | Prva liga        | 23     | 9    | JP            | 2             | 1             | UEFA                 | 2*                   | 0*                   | 30     | 10     |
| 1990/91 | NK Dinamo Záhřeb | Prva liga        | 26     | 15   | JP            | 2             | 0             | UEFA                 | 2                    | 1                    | 30     | 16     |
| 1991/92 | AS Bari          | Serie A          | 17     | 2    | -             | 0             | 0             | -                    | 0                    | 0                    | 17     | 2      |
| 1992/93 | AC Milán         | Serie A          | 13     | 0    | IP+IS         | 3+0           | 0             | LM                   | 6                    | 1                    | 22     | 1      |
| 1993/94 | AC Milán         | Serie A          | 20     | 4    | IP+IS         | 1+1           | 0             | LM+ES+IP             | 8+0+0                | 0                    | 30     | 4      |
| 1994/95 | AC Milán         | Serie A          | 21     | 1    | IP+IS         | 2+1           | 0             | LM+ES+IP             | 9+1+1                | 1+1+0                | 35     | 3      |
| 1995/96 | AC Milán         | Serie A          | 13     | 3    | IP            | 2             | 0             | UEFA                 | 5                    | 3                    | 20     | 6      |
| 1996/97 | AC Milán         | Serie A          | 28     | 1    | IP+IS         | 2+1           | 0             | LM                   | 5                    | 1                    | 36     | 2      |
| 1997/98 | AC Milán         | Serie A          | 23     | 2    | IP            | 6             | 1             | -                    | 0                    | 0                    | 29     | 3      |
| 1998/99 | AC Milán         | Serie A          | 27     | 2    | IP            | 4             | 0             | -                    | 0                    | 0                    | 31     | 2      |
| 1999/00 | AC Milán         | Serie A          | 17     | 6    | IP+IS         | 3+0           | 0             | LM                   | 2                    | 0                    | 22     | 6      |
| 2000/01 | AC Milán         | Serie A          | 16     | 2    | IP            | 3             | 1             | LM                   | 7*                   | 0*                   | 26     | 3      |
| 2001/02 | Celta de Vigo    | Primera División | 4      | 0    | ŠP            | 2             | 0             | UEFA                 | 0                    | 0                    | 6      | 0      |
| Celkově | Celkově          | Celkově          | 308    | 68   | -             | 36            | 4             | -                    | 48                   | 8                    | 392    | 80     |

Poznámky
- i s předkolem.

## Úspěchy

### Klubové
- 4× vítěz italské ligy (1992/93, 1993/94, 1995/96, 1998/99)
- 3× vítěz italského superpoháru (1992, 1993, 1994)
- 1× vítěz Ligy mistrů (1993/94)
- 1× vítěz evropského superpoháru (1994)

### Reprezentace
- 1× na MS (1998 – bronz)
- 1× na ME (1996)
- 1× na MS 20 (1987 – zlato)
- 1× na ME 21 (1990 – stříbro)

### Individuální
- 2× Nejlepší hráč Chorvatska (1991, 1999)